# Владимирский, Василий Андреевич
Василий Андреевич Владимирский (род. 16 сентября 1975 года, Ленинград, СССР) — российский литературный критик, писатель и журналист. Как литературный критик работает чаще всего с литературой «пограничных» между реализмом и фантастикой жанров. Составитель ряда антологий, ранее работал редактором в ряде крупных российских издательств.

## Биография
Родился в городе Ленинграде. В 1996 году окончил Российский государственный педагогический университет имени А. И. Герцена, специальность — «История России». Некоторое время работал над кандидатской диссертацией, обучаясь в аспирантуре факультета журналистики СПбГУ. Служил в Российской армии в должности корреспондента газеты «На страже Родины», ушёл в запас в 2002 году в звании капитана.
С 1997 года — на литературной работе. Начинал карьеру как внутренний рецензент петербургского издательства «Terra Fantastica». В 1998—2000 годах совместно с Владиславом Гончаровым выпускал фэнзин «Анизотропное шоссе», а с 2000 года вплоть до закрытия бумажной версии вёл один из разделов журнала «Питерbook+». С 2002 года по ноябрь 2008 года — ответственный редактор в издательстве «Азбука», составитель серий и жанровых антологий. Курировал более сотни книг российских авторов, включая «Общагу-на-Крови» и «Золото бунта» Алексея Иванова, «Блюз чёрной собаки» Дмитрия Скирюка и так далее. С 2007 года — креативный директор журнала «FANтастика», с мая по ноябрь 2009 года — ведущий редактор издательства «Крылов». Действительный член Семинара Б. Н. Стругацкого, член оргкомитетов фестивалей «Интерпресскон» , «Петербургская фантастическая ассамблея», «Зиланткон», входит в номинационные комиссии премий «Большой Зилант», «Интерпресскон», «АБС-премия». В 2013 году Василием Владимирским и Сергеем Шикарёвым основана премия «Новые горизонты». 
Член Союза писателей Санкт-Петербурга с 2014 года. Является составителем серии авторских книг критиков о фантастике под названием «Лезвие бритвы», которая выходит в издательстве «Аураинфо & Группа МИД» с 2018 года.

## Литературная критика
Первые статьи Василий Владимирский опубликовал в 1994 году (статья «Зверь пробуждается?.. Зверь умирает?..», журнал «Двести», август 1994). Впоследствии опубликовал более двух тысяч критических и обзорных статей и заметок о литературе в различных изданиях: журналах «Интеркомъ», «Если», «Двести», «Фантарктика», «Империя», «Книжный вестник», «Мир фантастики», «Домашний компьютер», «Русский Newsweek», «СПб. Собака.ру», «Russian Mobile», «Новый мир», «The Chief», газетах «Книжное обозрение», «Ex Libris НГ», «Время читать», «Санкт-Петербургские ведомости» и других. Постоянный автор журнала «Мир фантастики», редактор и колумнист онлайн-журнала «Питерbook+». Лауреат премии «Хлесткий критик-2012». Работает критиком и обозревателем для ряда сетевых книжных и околокнижных порталов: krupaspb.ru, weekend.ria.ru, www.chaskor.ru и других.
Помимо критики, Василий Владимирский выступает в качестве составителя антологий. Первая составленная антология — «Звёздный портал» (СПб.: «Азбука-классика», 2005. — 368 стр. 4 тыс. экз.). Также составил антологии «Возвращение Ктулху» (совместно с писателем Павлом Молитвиным), «После апокалипсиса», «Повелители сумерек» и другие.

## Проза
В литературе дебютировал рассказом «Диалог у Башни Демона» (журнал «Вокруг света», № 2, 1993). Впоследствии написал и опубликовал ещё полтора десятка рассказов в различных изданиях — журналах «Просто фантастика», «Мир фантастики», «Реальность фантастики», «Порог», «Искатель», антологиях «Точка отсчёта», «Фантарктика», «Мифотворцы: Портал в Европу», «Возвращение Ктулху» и прочих. В 1998 — 2000 годах принимал участие в литературном проекте «Секретные материалы» по одноимённому американскому телесериалу, написал для проекта пять повестей.

## Цитаты
Фантастическая литература как массовая форма развлечения всухую проиграла телесериалам, компьютерным играм и другим недорогим доступным аттракционам. В современном мире хватает других, более привлекательных способов проведения досуга. Те издательские маркетинговые ходы и приемы, которые отлично работали еще десять лет назад, сегодня почти не дают результата.

## Награды и премии
Лауреат литературных премий (литературная критика) «Серебряный кадуцей» (2001), «Бронзовый кадуцей» (2004), «Хлёсткий критик» (2012). Лауреат литературных премий (проза): «Интерпресскон» (2009). 
Лауреат Почётной премии «Неистовый Виссарион» за большой вклад в развитие критической мысли и верное служение отечественной литературе (2025).

### Статьи
Основное направление деятельности Василия Владимирского — литературная критика. С 1997 года по сегодняшний день он опубликовал в бумажных и сетевых изданиях более двух тысяч статьей, заметок, рецензий на различные книги, а также интервью с писателями и издателями, обзоры конвентов фантастики и книжных ярмарок и так далее.

### Повести
- «Файл № 110. Ева» (1999)
- «Файл № 207. Троица» (2000)
- «Файл № 212. Обри» (2000)
- «Файл № 215. Свежие кости» (2000)
- «Файл № 223. Рассеянный свет» (2000)

### Избранные рассказы
- «Диалог у Башни Демона» (1993)
- «О бессмертии» (1997)
- «Откровение» (1997)
- «Площадь у Мраморных ворот» (1997)
- «Прорицатель» (1998)
- «У моря» (2000)
- «Блюз счастья» (2004)
- «Каскадёр» (2005)
- «Первый шаг» (2006)
- «Второй шанс» (2008)

### Антологии
- «Звёздный портал» (2005) (совместно с Григорием Панченко)
- «Лучшее за год 2006. Российская фантастика, фэнтези, мистика» (2006)
- «Лучшее за год 2007. Российское фэнтези, фантастика, мистика» (2007)
- «Теория неожиданности» (2007)
- «Возвращение Ктулху» (2008) (совместно с Павлом Молитвиным)
- «Космическая фантастика. Космос будет нашим!» (2008) (совместно с Антоном Первушиным)
- «Лунный пёс» (2008) (совместно с Павлом Молитвиным)
- «После Апокалипсиса» (2008)
- «FANтастика» (2009)
- «Большая книга оборотней» (2009)
- «Лучшее за год III. Российское фэнтези, фантастика, мистика» (2009)
- «Герои. Новая реальность» (2010)
- «Повелители сумерек» (2010)